# 胡國榮
胡國榮（？—？），中國清朝官員，本籍中國浙江德清人。
胡國榮於道光二十三年（1843年）任嘉義縣知縣。道光二十四年（1844年）接替王德潤擔任台灣府台灣縣知縣。道光三十年（1850年）再任。